# Porichthys plectrodon
Porichthys plectrodon är en fiskart som beskrevs av Jordan och Gilbert 1882. Porichthys plectrodon ingår i släktet Porichthys och familjen paddfiskar. Inga underarter finns listade i Catalogue of Life.